# ماكس ويلسون (سائق سيارة سباق)
ماكس ويلسون (بالبرتغالية: Max Wilson‏) هو سائق سيارة سباق برازيلي، ولد في 22 أغسطس 1972 في هامبورغ في ألمانيا.

## وصلات خارجية
- ماكس ويلسون على موقع Racing-Reference.info (الإنجليزية)
- ماكس ويلسون على موقع DriverDB.com (الإنجليزية)